# Wangen (Polanharjo)
Wangen is een bestuurslaag in het regentschap Klaten van de provincie Midden-Java, Indonesië. Wangen telt 2184 inwoners (volkstelling 2010).